# Памятник Н. Г. Чернышевскому (Санкт-Петербург)
Памятник Н. Г. Чернышевскому — скульптурный монумент, установленный в 1947 году в Ленинграде (ныне — Санкт-Петербург), на площади Чернышевского. Изготовлен по проекту скульптора В. В. Лишева и архитектора В. И. Яковлева. Памятник посвящён русскому философу и писателю Н. Г. Чернышевскому. Монумент имеет статус памятника монументального искусства федерального значения.

## История
ЦИК СССР постановлением от 4 апреля 1936 года для увековечивания памяти Н. Г. Чернышевского постановил предложить Ленинградскому горсовету предусмотреть сооружение памятника русскому просветителю-революционеру в плане реконструкции города.
Всесоюзный конкурс на лучший проект памятника был объявлен Управлением по делам искусств совместно с Ленинградским Союзом советских архитекторов осенью 1938 года, на который были представлены 22 проекта. В 1940 году в соответствии с Постановлением СНК СССР «Об увековечивании памяти Н. Г. Чернышевского» были подведены итоги конкурса, и  первой премии был удостоен проект скульптора В. В. Лишева и архитектора В. И. Яковлева. Бронзовая скульптура была отлита весной 1941 года на заводе «Монументскульптура». Примерно в то же время на месте установки памятника начали рыть котлован, привезли гранитные блоки для постамента.
Скульптору Лишеву за памятник Н. Г. Чернышевскому была присуждены Сталинская премия 2-й степени за 1941 год.
Начавшаяся Великая Отечественная война помешала установке памятника. Гранит для постамента был использован при строительстве ДОТов. Решение о возобновлении работ по установке памятника было принято в июне 1945 года. Заново был заготовлен гранит. На заводе «Монументскульптура» были отлиты четыре торшера и литеры надписи. Установка скульптуры была поручена «Стальконструкции», облицовка мрамором фундамента памятника — учащимся ремесленного архитектурного училища.
Торжественное открытие памятника состоялось 2 февраля 1947 года. Выступавший на церемонии открытия председатель исполкома Ленинградского городского совета депутатов П. Г. Лазутин сказал:
Имя Чернышевского — дорого каждому советскому человеку. Его жизнь — яркий пример служения народу. После смерти Чернышевского прошло 58 лет. Советский народ разрушил старый строй, против которого боролся великий революционер-демократ, создал социалистический строй и под руководством большевистской партии, великого вождя товарища Сталина идёт вперед к сверкающим вершинам коммунизма. Наше поколение глубоко чтит память Чернышевского!
В 1948 году площадь на Московском проспекте, где был установлен памятник, получила имя Чернышевского.

## Описание
Скульптор изобразил Чернышевского сидящим. На правое плечо писателя наброшено пальто, в левой руке — полузакрытая книга. Чернышевский словно оторвался от чтения и задумчиво смотрит вперёд.
На прямоугольном ступенчатом постаменте из розового неполированного гангутского гранита накладными бронзовыми буквами выполнена надпись: «Н. Г. Чернышевский / 1828—1889». Постамент покоится на трёхступенчатом гранитном стилобате.
Высота скульптуры составляет 3,8 м, высота постамента — 2,25 м.